# Хохштадт (Пфальц)
Хохштадт (нем. Hochstadt) — община в Германии, в земле Рейнланд-Пфальц. 
Входит в состав района Южный Вайнштрассе. Подчиняется управлению Оффенбах ан дер Квайх.  Население составляет 2447 человек (на 31 декабря 2010 года). Занимает площадь 15,45 км².
Коммуна подразделяется на 2 сельских округа.